# Oxyeleotris
Oxyeleotris ist eine Gattung von sekundären Süßwasserfischen aus der Familie der Butidae. Ihr wissenschaftlicher Name kommt aus dem Griechischen; „oxys“ bedeutet „spitz“ und deutet das spitz zulaufende Kopfprofil an, Eleotris ist eine Gattung der Schläfergrundeln (denen die Butidae früher zugerechnet wurden). Gattungstypus ist die Marmorgrundel, Oxyeleotris marmorata (Bleeker, 1852).

## Verbreitung
Die Gattung kommt von Laos und Thailand über die Philippinen und Indonesien bis zu den Karolinen und ins nördliche und nordwestliche Australien vor. Die Mehrzahl der Arten lebt östlich der Wallace-Linie, westlich davon, auf Sumatra, Kalimantan, der Malaiischen Halbinsel in Thailand und dem Stromgebiet des Mekong, leben nur noch drei Arten. Sie sind dort wahrscheinlich nicht der Konkurrenz von primären Süßwasserfischen, vor allem Karpfenartigen und Welsartigen, gewachsen. Auf Neuguinea ist Oxyeleotris mit acht Arten die artenreichste Gattung der Butidae. Adultstadien aller Arten kommen nur in Süßgewässern vor und bei allen Arten, deren Fortpflanzung erforscht wurde, leben auch die Larven im Süßwasser.

## Merkmale
Oxyeleotris-Arten haben einen langgestreckten, bei groß werdenden Arten massigen Körper, der von kleinen, für gewöhnlich ctenoiden Schuppen bedeckt ist. In ihrer Färbung dominieren Brauntöne und wenig kontrastierende dunklere Zeichnungselemente. Auf der oberen Schwanzflossenbasis zeigt sich oft ein hell umrandeter schwarzer Augenfleck. Der Vorderkörper ist im Querschnitt annähernd zylindrisch rund, der Kopf breit und fast bis zum Maul mit Cycloidschuppen bedeckt. Das Maul ist groß und reicht bis unter die Augenmitte oder bis unter die hintere Augenpartie zurück. Die vorderen Nasenöffnungen enden in Röhren, die bis auf die Oberlippe hinabreichen. Oxyeleotris-Arten werden 4 bis 65 Zentimeter lang. Von anderen Gattungen der Butidae unterscheidet sich die Gattung Oxyeleotris durch die Anordnung des Sinneskanalsystems, vor allem der Querserien, auf den Kopfseiten. Ein ähnliches Sinneskanalsystem weist auch die Gattung Bostrychus auf, die von einigen Autoren als Synonym mit Oxyeleotris aufgefasst wurde, sich aber durch die Bezahnung des Vomers, die Form der Rückenflosse, die Beschuppung durch Cycloidschuppen und weitere Merkmale von Oxyeleotris und anderen Gattungen der Butidae unterscheidet. Die erste Rückenflosse der Oxyeleotris-Arten ist oft auffallend klein, hat sechs Stacheln und ist niemals höher als die zweite Rückenflosse. Die Männchen unterscheiden sich von den Weibchen durch eine flachere, schmalere und kürzere Urogenitalpapille.
Flossenformel: Dorsale 1 VI, Dorsale 2 I/8–14, Anale I/7–12.
Schuppenformel: SL 50–100.

## Lebensweise
Oxyeleotris-Arten leben als revierbildende Einzelgänger in stehenden bis langsam strömenden Gewässern mit sandigem oder schlammigen Bodengrund. Sie nutzen ausgiebig Versteckmöglichkeiten wie Wasserpflanzen, versunkenes Holz oder Laub und überhängende Uferbänke. Die Marmorgrundel wühlt sich auch in den Bodengrund ein. Alle Oxyeleotris-Arten ernähren sich carnivor von Wirbellosen wie Süßwassergarnelen oder von kleineren Fischen. O. urophthalmus hat in Aquarien schlank gebaute Fische seiner halben Körperlänge verschluckt.

## Fortpflanzung
Die Fortpflanzungsbiologie der Gattung ist durch Aquarienbeobachtungen an vier Arten bekannt. Die Marmorgrundel laicht an der Decke geräumiger Höhlen. Ein Gelege umfasst bis zu 30.000 Eier. Die drei Millimeter langen Larven schlüpfen bei einer Temperatur von 27 °C nach drei Tagen. Zunächst ist ihre Schwimmblase noch ohne Funktion und der Kiefer kann nicht bewegt werden. Nach vier bis fünf Tagen, bei einer Länge von 4 mm, ist der Dottervorrat, von dem sich Larven in ihren ersten Lebenstagen ernährt haben, aufgezehrt, die Schwimmblase wird gefüllt und die jetzt freischwimmenden Larven beginnen Nahrung aufzunehmen.

## Arten
In der Gattung sind derzeit 17 wissenschaftlich beschriebene Arten zusammengefasst:
- Oxyeleotris altipinna Allen & Renyaan, 1996
- Oxyeleotris aruensis (Weber, 1911)
- Oxyeleotris caeca Allen, 1996
- Oxyeleotris colasi Pouyaud et al., 2013
- Oxyeleotris expatria (Herre, 1927)
- Oxyeleotris fimbriata (Weber, 1907)
- Oxyeleotris herwerdenii (Weber, 1910)
- Oxyeleotris heterodon (Weber, 1907)
- Oxyeleotris lineolata (Steindachner, 1867)
- Marmorgrundel (Oxyeleotris marmorata) (Bleeker, 1852)
- Oxyeleotris nullipora Roberts, 1978
- Oxyeleotris paucipora Roberts, 1978
- Oxyeleotris selheimi (Macleay, 1884)
- Oxyeleotris siamensis (Günther, 1861)
- Oxyeleotris urophthalmoides (Bleeker, 1853)
- Oxyeleotris urophthalmus (Bleeker, 1851)
- Oxyeleotris wisselensis Allen & Boeseman, 1982